# لهجة زوارية
اللهجة الزوارية (بالأمازيغية: ⵝⵡⵉⵍⵍⵓⵍⵝ ، تاويلولت) هي لهجة يتحدث بها سكان مدينة زوارة في ليبيا وهي من لهجات اللغة الأمازيغية حيث هناكـ علاقة تربطها باللهجة التي يتحدث بها الأمازيغ في جبل نفوسة (جادو، يفرن، نالوت، كاباو) ويبلغ عدد الناطقين بهذه اللهجة حوالي مئة ألف شخص.

## مصطلحات
- تيوجي اموتشــــو = لقمة بازين
- النتشة انــ..وغروم = نتشة خبزة
- تحبوت انــ..تقنا = حوتة أو سمكة / أو ربما حبة كذا
- تحبوت انــ..زمور* = حبة زيتون أو زيتونة واحدة
- تحبوت نــ..تزورين* = حبة عنب
- تالميت نــ..تزميطت = عبود زميطة
- اندو نتمللالين = ستيكة دحي/بيض
- اطيلار نــ..تزورين = صندوق عنب
- سولم نتلجزت** = برج بطيخة
- سولم نتزمباع **= برج ليم/برتقال
- اسين انــ..تيشرت = قطعة ثوم أو سن ثون
- ايغف ام. زاليم = رأس بصل
- السقصت أو الطرف انــ..تزبيت = قطعة خبز
- السقصت أو الطرف نالباسطي = قطعة كيك __ وهنا كما قلت ان بعض هذه الأسماء التبعيضية يعمم إلى أكثر من شيء
- اغيل انتزبيت = كمية من الخبز توضع في حضن الشخص
- الـ..عوب انــ..تيمزين = حجر شعير، أي كمية من الشعير توضع في حجر الشخص
- اعبود امــ..وتشو = عبود بازين
- تاغنجايت نــ..السوكر = كاشيك سكر أو بالفصحة "ملء ملعقة سكر"
- تزيوا نــ..الرشدة، الخ = قصعة رشدة، الخ
- الفردة انــ..تزبيت = رغيف خبز
- تكومشت نــ..ارمون، الخ = بعض الرمان، الخ
- متا الحاليك/مماك تليد = كيف حالك (للذكر)
- متا الحاليم/مماك تليد = كيف حالك (للأنثى)

كلمات لها عدة معاني:
يزعم [ جميل، كويس ] مثال: متا الحليك، يزعم.. تأتي هنا بمعنى بخير
أ
و وحدات الوزن معروفة مثل جرام وجالون وما إلى ذلك...
اشار نـــ..اسرراد، الخ = القليل من الصابون، الخ